# (7911) Carlpilcher
(7911) Carlpilcher (1977 RZ8) – planetoida z pasa głównego asteroid okrążająca Słońce w ciągu 4,94 lat w średniej odległości 2,9 j.a. Odkryta 8 września 1977 roku.